# Aspa marginata
Aspa marginata ist der Name einer Schnecke aus der Familie der Froschschnecken und die einzige rezente Vertreterin der Gattung Aspa, die im östlichen Atlantischen Ozean an der Küste Afrikas verbreitet ist.

## Merkmale
Das meist beige Schneckenhaus von Aspa marginata hat ein sehr kurzes Gewinde mit sehr kurzen und breiten Varicen. Es ist stark aufgeblasen und hat eine fast glatte Oberfläche ohne Knoten. Diese Eigenschaften sind in der Familie einzigartig, so dass die Art hieran leicht erkennbar ist. Es hat einen eher langen, tiefen Siphonalkanal. Das Haus erreicht bei ausgewachsenen Schnecken etwa 2 bis 4 cm Länge.

## Verbreitung, Lebensraum und Fossilbefunde
Aspa marginata ist neben Bursa scrobilator die einzige im östlichen Atlantik belegte Froschschneckenart und dabei recht selten. Sie ist an der Küste Westafrikas und an den Kanarischen Inseln in Meerestiefen von 6 bis 60 m zu finden. Schneckenhäuser sind in Gesteinsschichten seit dem Pliozän gefunden worden.

## Lebensweise
Über die lebende Schnecke Aspa marginata ist praktisch nichts bekannt, so dass hinsichtlich der Lebensweise nur Vermutungen angestellt werden können. Andere Arten in der Familie ernähren sich räuberisch unter anderem von Polychaeten und Stachelhäutern.